# Georges Wasterlain
Pour les articles homonymes, voir Wasterlain.
Georges Wasterlain né à Chapelle-lez-Herlaimont le 12 janvier 1889 et mort à Alost le 8 mars 1963 est un dessinateur, peintre et sculpteur belge, membre du groupe L'art vivant au pays de Charleroi. Pendant la Seconde Guerre mondiale, il choisit de s'engager dans la voie de la collaboration avec l'Allemagne.

## Biographie
Georges Joseph Wasterlain est originaire d'un milieu très modeste. Né le 12 janvier 1889, il est le fils de Léopold Wasterlain, ajusteur, et de Pauline Devilers, ouvrière. Il épouse le 3 février 1912 Irma Leclercq à Brugelettequi lui donne une fille.
À treize ans, il quitte l'école pour s’engager au charbonnage de Mariemont-Bascoup. En 1904, il suit des cours d'ajusteur à l'École industrielle de Morlanwelz qui comporte des cours de dessin industriel. Ceci ne l'empêche pas de s'amuser à dessiner des personnages ou à modeler la terre sur son lieu de travail ou dans ses temps libres. Il travaille dans différentes usines métallurgistes, devient trimardeur au Havre en France et descend dans les mines à Flénu et Ghlin. En 1909, il fait son service militaire au 2e régiment de Guides à Bruxelles. Cette opportunité lui permet de vivre à Bruxelles et d'y suivre un cours de dessin et d'anatomie.
Il est mobilisé comme soldat lors de la Première Guerre mondiale. Il est blessé en août 1914 et fait prisonnier. C'est entre les combats et lors de sa captivité qu'il ébauche ses premières œuvres.
Après 1918, il décide de quitter son emploi de mineur pour apprendre en autodidacte l'art de la peinture et de la sculpture et s'y consacrer à plein temps. C'est une période difficile pour lui et sa famille qui vit à cette époque chichement.
En 1925, il expose à Charleroi à l'exposition « Maison de tous » un Buste de jeune femme, une Hiercheuse et une Tête de Mineur traitée dans le style réalisme social inspiré de Constantin Meunier.  

En 1928, il s'installe à Montignies-sur-Sambre dans la banlieue de Charleroi. En janvier 1929, la Commission des beaux-arts de la Province de Hainaut lui décerne le Prix du Hainaut qui assoit sa notoriété dans la région de Charleroi. Il participe alors à de nombreuses expositions principalement dans cette région et est célébré par les autorités officielles comme l'artiste talentueux issu du monde ouvrier. 

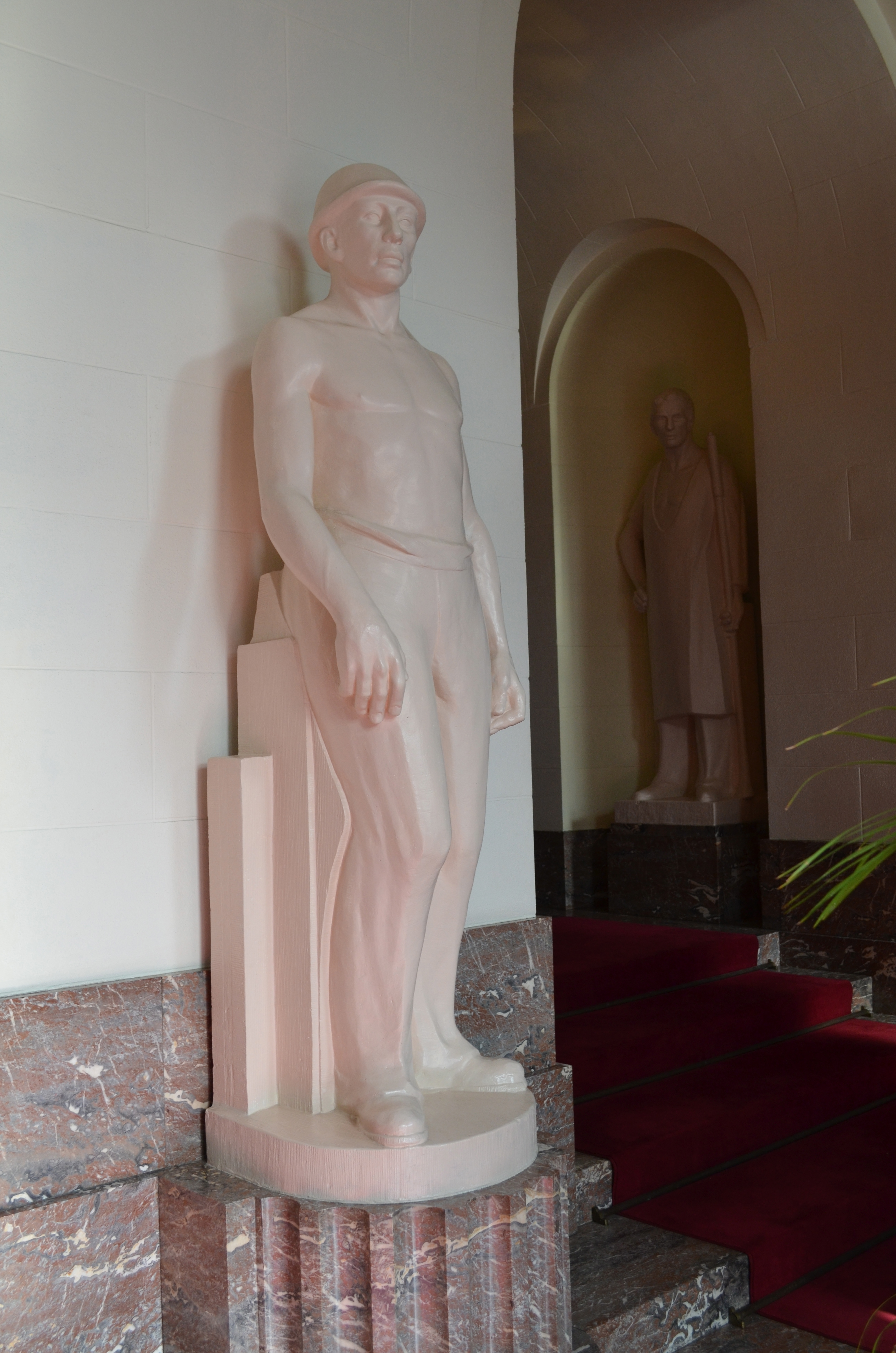
Le Mineur à l'hôtel de ville de Charleroi

En 1933, il est cofondateur et devient le chef de file du groupe L'art vivant au pays de Charleroi qui organise périodiquement des expositions.
Lors de la Seconde Guerre mondiale, Wasterlain rencontre Joseph Spilette, directeur du Journal de Charleroi journal devenu collaborationniste, qui le convainc de s'engager dans la voie de la conciliation avec l'Allemagne. En avril 1941, Georges Wasterlain est le premier directeur de la Communauté culturelle wallonne (CCW), organisme culturel fondé sous l’impulsion de l’Administration militaire allemande afin d’établir des contacts culturels entre la Wallonie et le Troisième Reich.
En septembre 1941, il se rend en Allemagne pour y visiter l'atelier d'Arno Brecker, parangon des artistes du Troisième Reich. Avec quelques autres artistes de la CCW, il participe en Allemagne à une série d’expositions d'œuvres d'art wallon. De retour en Belgique, il se met au service de l'Ordre nouveau et participe à des commissions d'achat d'œuvres d'art sous l'égide des autorités allemandes. Il vend à cette époque nombre de ses sculptures.
Après la Libération, il est arrêté en novembre 1944 à Montignies-sur-Sambre pour faits de collaboration avec l'ennemi. En avril 1946, il est condamné par le Conseil de guerre à deux ans de prison et déchu de ses droits civiques.

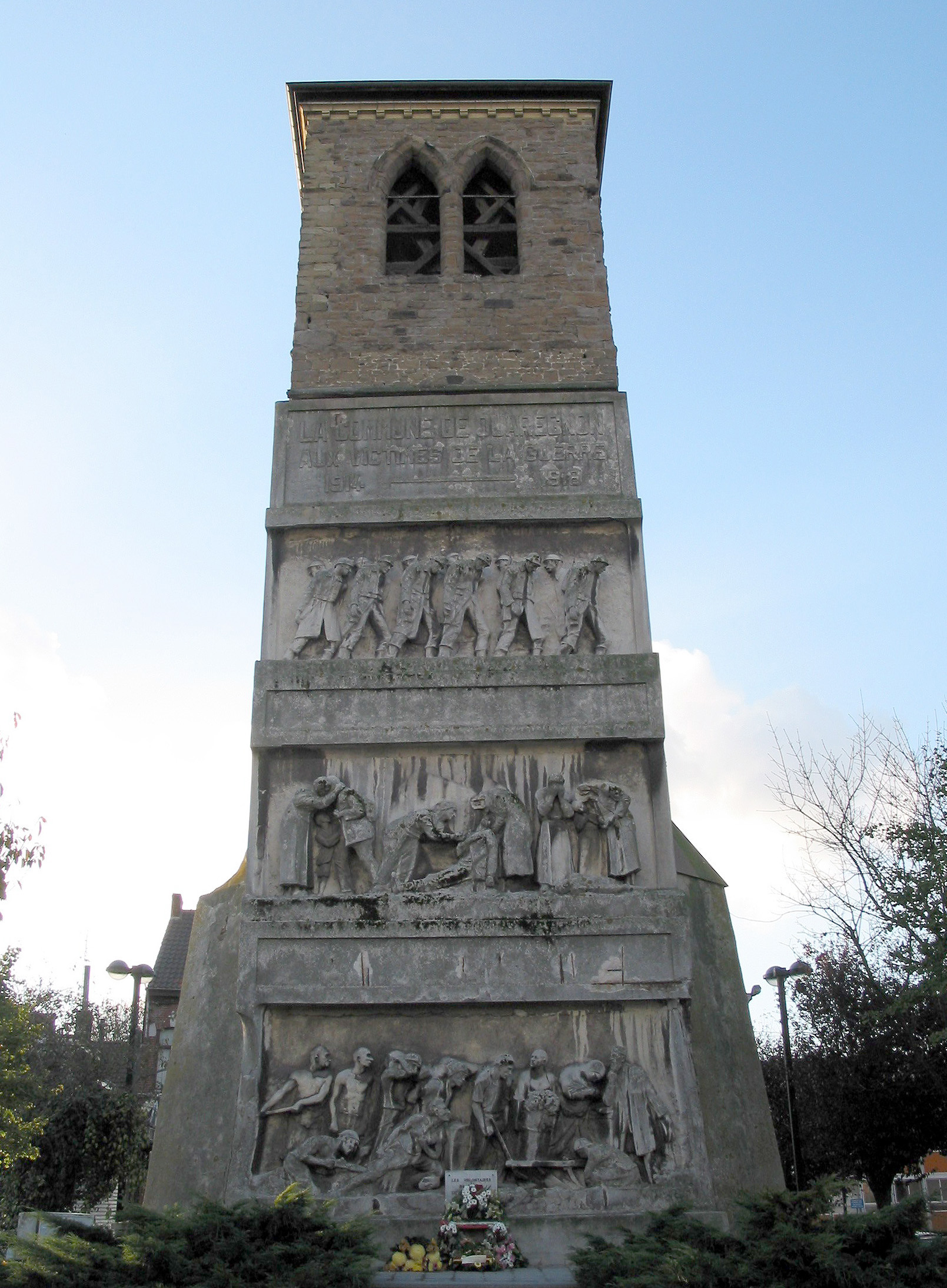
Quaregnon - Mémorial aux victimes de la Première Guerre mondiale

Après sa sortie de prison, ne rencontrant que l'opprobre public en Wallonie, il choisit de déménager à Alost. Il organise plusieurs expositions en toute discrétion en différents lieux en Flandre et reçoit diverses commandes. De cette période datent ses œuvres au Collège de Termonde, à l'Institut Saint-Joseph de Courtrai et dans l'Église de Bissegem. Les préoccupations religieuses et l'inspiration des souffrances du Christ viennent alors à l'avant-plan dans sa carrière. Il décède le 8 mars 1963 dans un relatif anonymat.

## Distinctions, legs et expositions posthumes
Il y a un musée Georges Wasterlain à Montignies-sur-Sambre où il a été domicilié de l'entre-deux-guerres à la fin de la Seconde Guerre mondiale.
En 2018, l’ASBL Le Bois du Cazier dont l’objectif est la préservation du patrimoine industriel et minier carolorégien a reçu en donation 24 sculptures et 9 dessins de Wasterlain. Faisant suite à ce leg, une exposition lui est consacrée en juin 2019 au Bois du Cazier. Cette exposition crée une polémique quant à l'opportunité d'exposer des œuvres d'artistes collaborationnistes.
Les distinctions suivantes lui ont été décernées :
- Prix du Hainaut (1929) ;
- Chevalier de l'ordre de Léopold II (avril 1940).

## Sélection d'œuvres
- 1925 : Tête de Mineur (musée du Bois du Cazier à Marcinelle) ;
- 1929 : 
  - Le mineur chantant, à Pâturages ;
  - Monument aux morts à Quaregnon (déplacé de la place de Quaregnon, au cimetière à la rue de l'Espinette) .
- 1930 :
  - Descente des mineurs, Retour du Terril, La Gare de Charleroi, Mineurs au marteau, Haut-fourneau le soir, Aciérie en coulée (toiles) ;
  - Monument au Travail à Montignies-sur-Sambre.
- 1931 : Sérénité et Violoniste ;
- 1933 : Les Orphelins et Féminité ;
- 1936 : Le Mineur, L'Électricien-mécanicien, Le Métallurgiste et Le Verrier à l'hôtel de ville de Charleroi ;
- 1937 : La Reconnaissance, statue sur le monument aux morts à Fleurus ;
- 1940 : Tête de Christ (ville de Charleroi) ;
- 1954 : Saint Jean-Baptiste à l'Institut Saint-Joseph (Guldensporencollege) à Courtrai ;
- s.d. : Buste de mineur et Mineur en pied (musée du Bois du Cazier à Marcinelle).
- s.d. : À front de taille (musée du Bois du Cazier à Marcinelle).
- s.d. : Alexandre Lefèbvre, haut relief en bronze (musée du Bois du Cazier à Marcinelle).
- s.d. : Buste de mineur, grès céramé patiné (musée du Bois du Cazier à Marcinelle).
- s.d. : La Sainte Vierge, patronne de la jeunesse étudiante au Maagdcollege à Termonde .

## Galerie

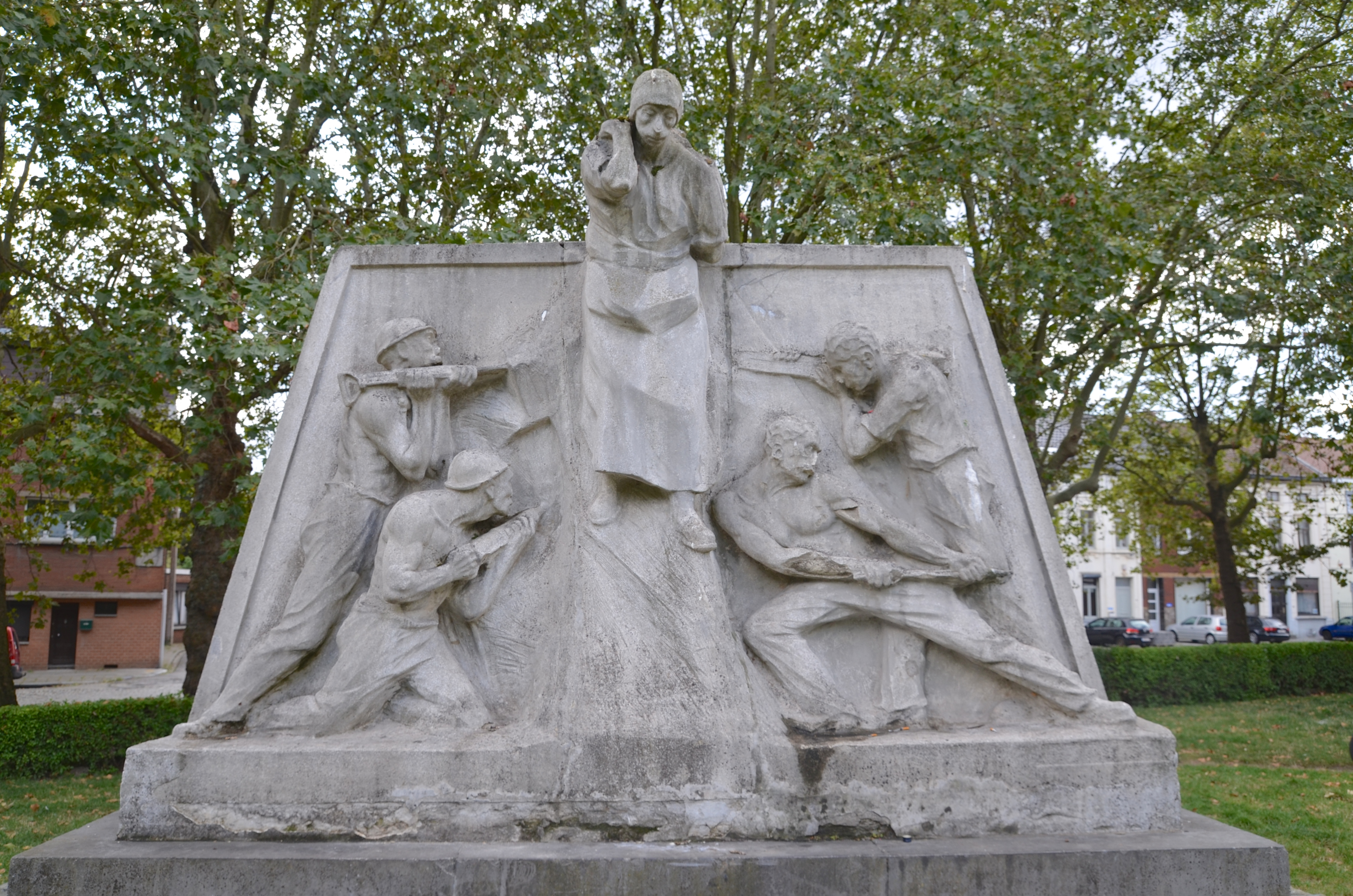
Monument au Travail - Montignies-sur-Sambre.
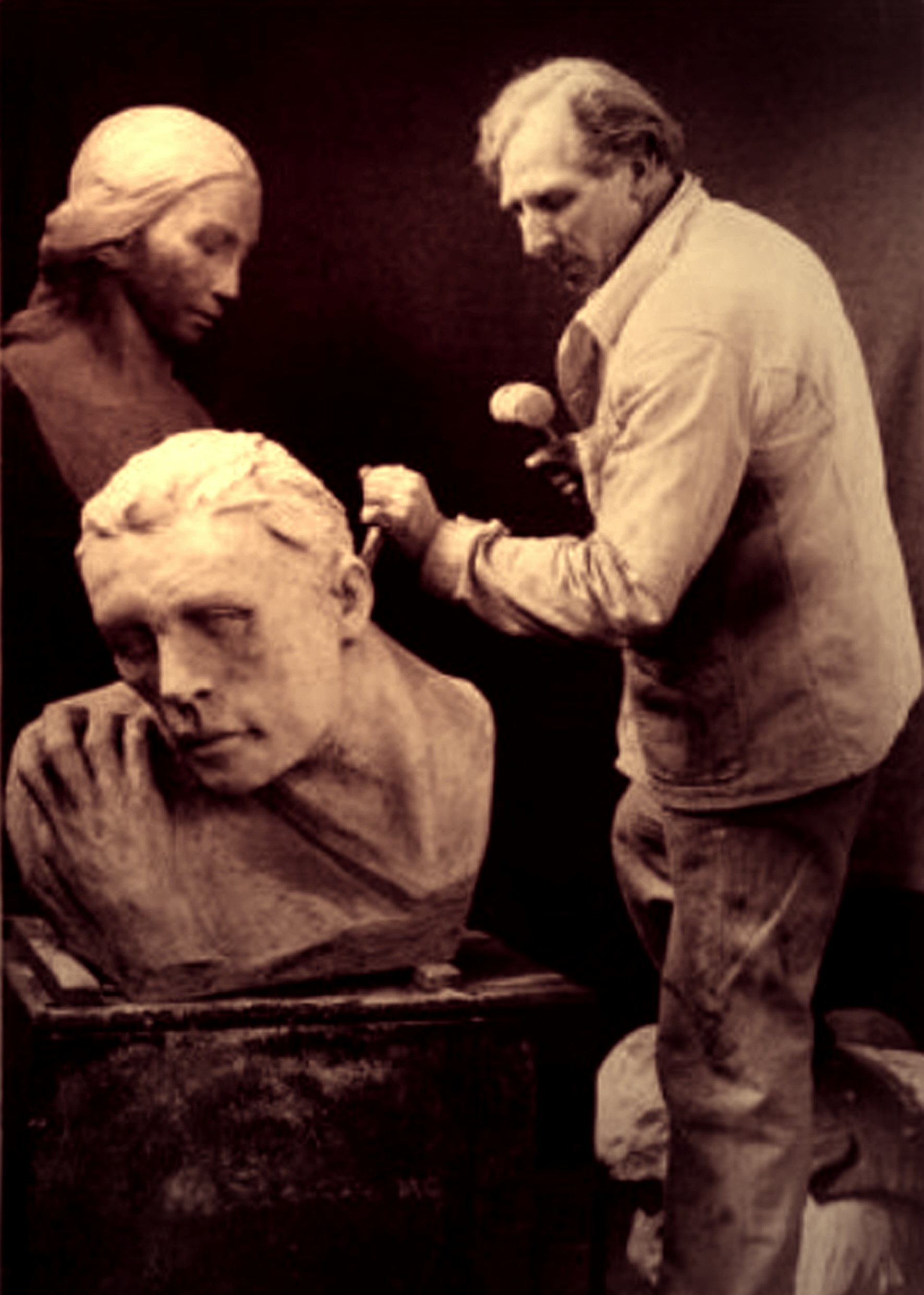
Wasterlain dans son atelier.
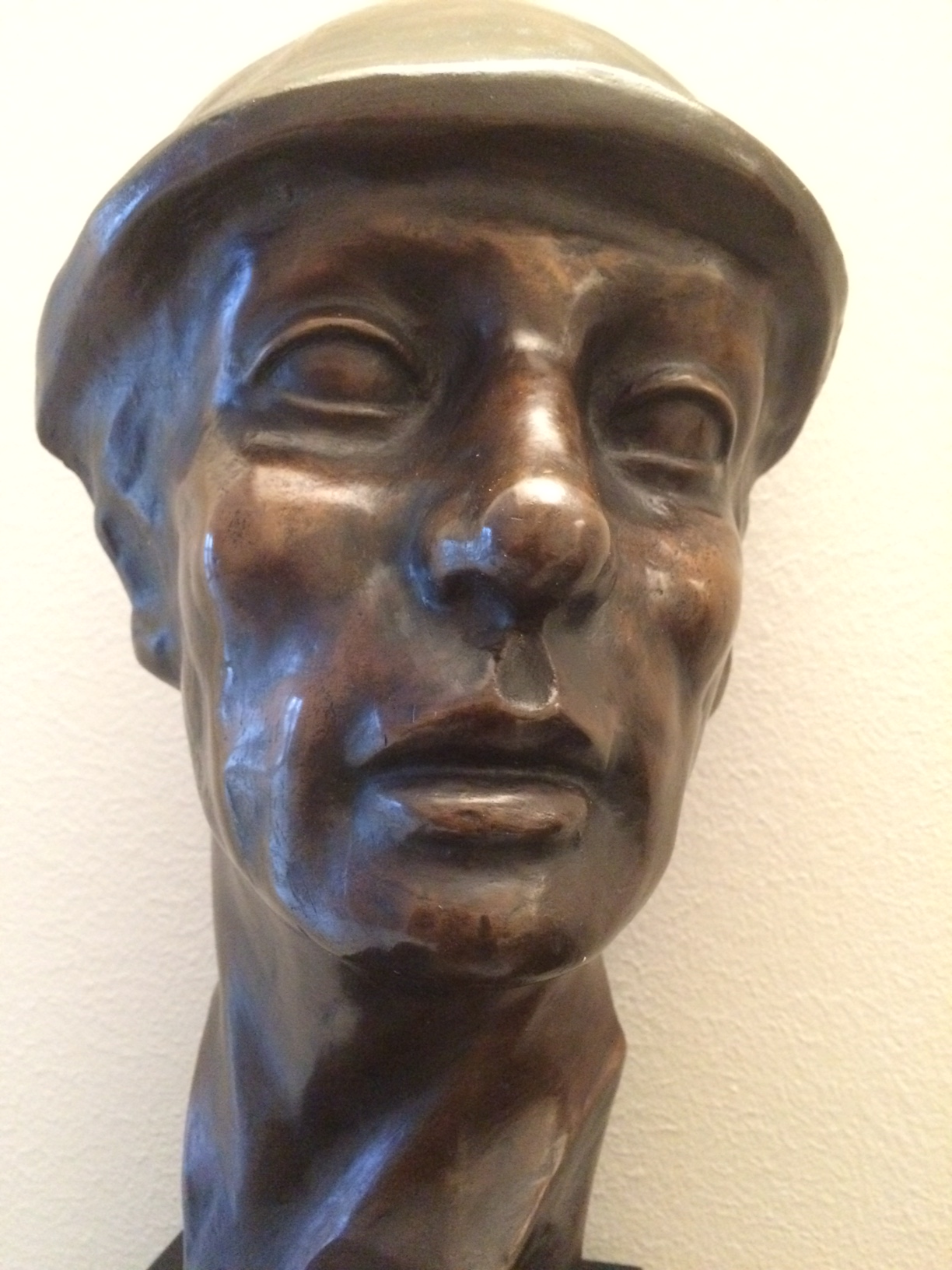
Le Mineur.
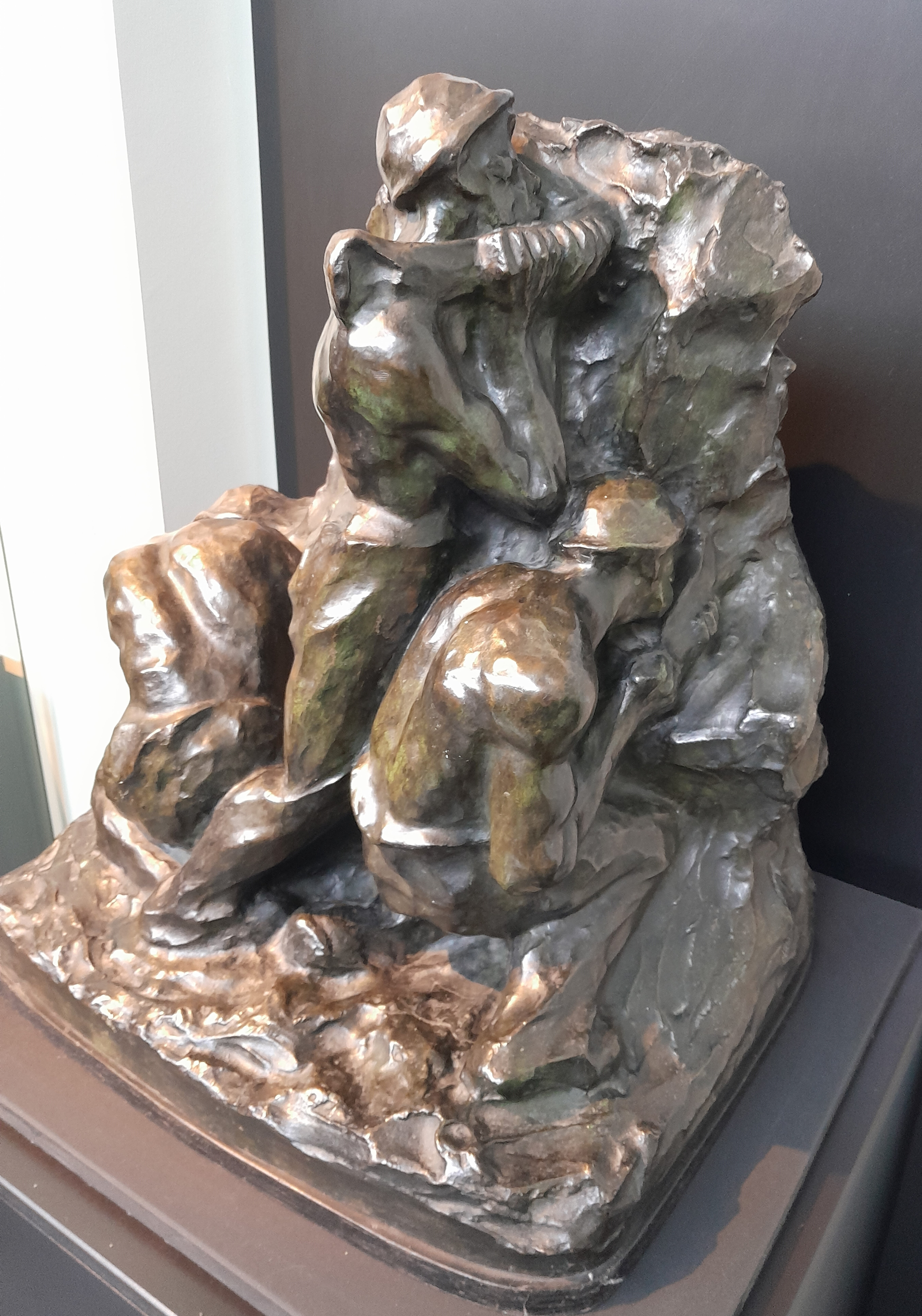
À front de taille
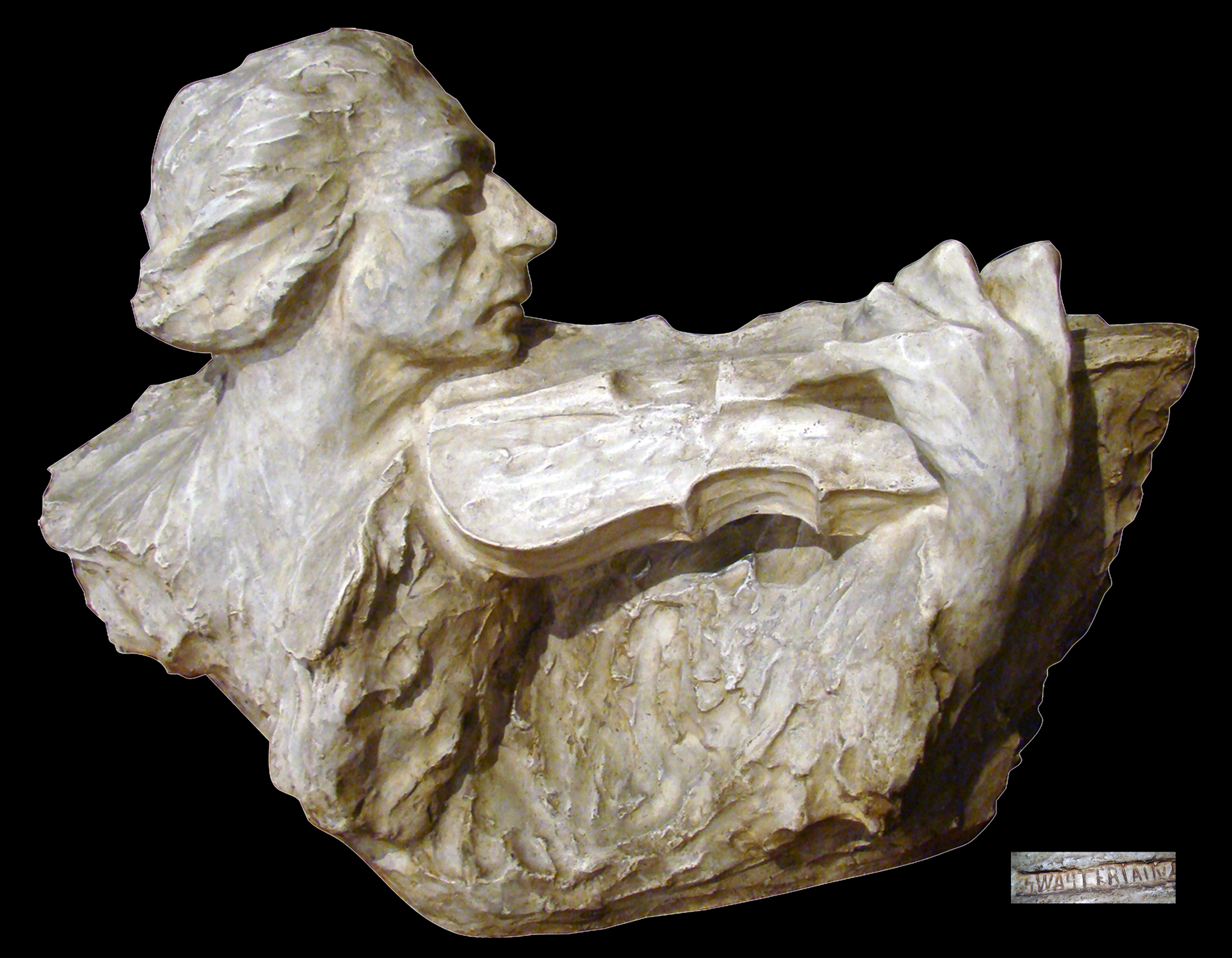
Le Violoniste.
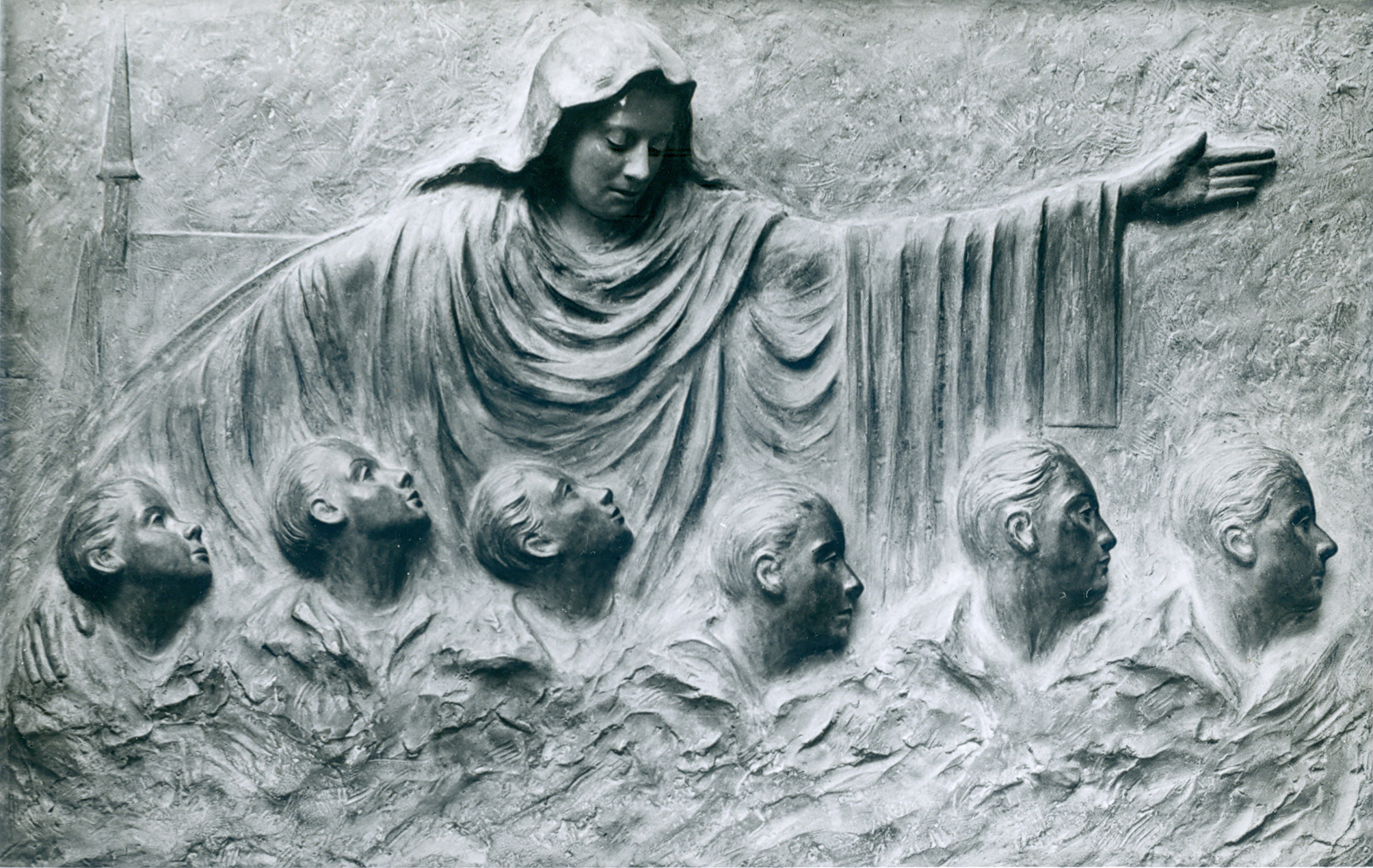
La Sainte Vierge, patronne de la jeunesse étudiante - Collège de Termonde